# カードスリーブ

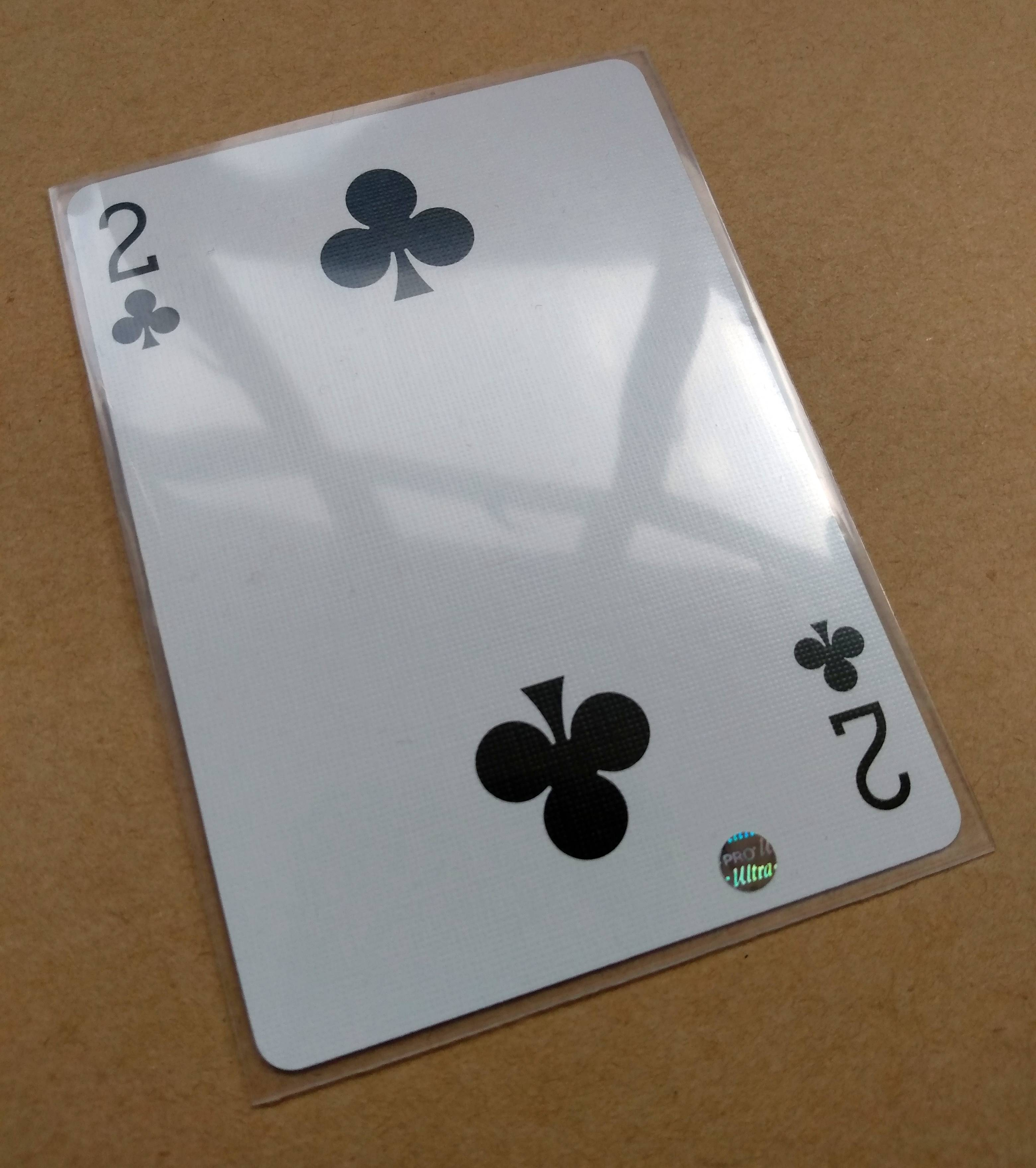
カードスリーブに入ったトランプ

カードスリーブ（card sleeve）は、トレーディングカード、トレーディングカードゲーム（TCG）などでカード個々を保護するための合成樹脂類フィルム製の袋。
単にスリーブ、カードプロテクターという名称で販売されている場合もある。

## 概要
トレーディングカード類は特殊なものを除き紙製であるため使用・輸送に伴う傷・折れなどが不可避であり、それにより傷物として価値が低下する。また、場合によっては傷そのものがマークドカードとして不正とみなされる場合もある。カードゲームによっては、公式大会においてマークドなどの不正を防ぐため、公式の裏面が全て不透明なタイプのスリーブの使用が必須なものもある。
近年ではコミケ等を中心に同人スリーブが流通しているが、その多くは著作権に関する問題を抱えているため、カードゲームの公式大会では使用を禁じられている場合がある。特に「R-18スリーブ」と呼ばれる、公共の場で使用するにあたって問題のあるイラストが描かれているタイプの同人スリーブがこの傾向にある。
またスリーブ自体に価値が付き、中古市場で取引されるケースが増えている。手に入る機会の少ない同人スリーブが高価な値段で取引されることも多く、取り扱いを巡って一部の同人サークルと中古ショップが衝突した例もある。

## 区分
硬さによる区分
ソフトスリーブ
最も軟質なスリーブ。特に基準はないが、カードが入っていないと折れたり曲がったりする軟らかいスリーブを称することが多い。カードの傷を防ぐ効果はあるが、カードの折れを防ぐ効果はほぼ皆無。
ハードスリーブ
比較的硬質なスリーブ。特に基準はないが、人為的に力を加えない限り折れたり曲がったりしない程度の硬さを持つスリーブを称することが多い。通常の使用ならばほぼ問題なくカードを保護できるが、不慮の事故に対して万全とは言えない。
ローダー
ハードスリーブより更に硬質で大型のカードケース。硬質プラスチック製で、縁があり、人為的に力を加えても折れたり曲がったりしにくい硬さのものを称することが多い。主に保存・観賞用で、観賞のために複数のカードを並べて収納できるものもある。シャッフルに影響が出るためプレイで使われることはあまり無いが、シャッフルの必要が無いサイドデッキや両面カード、あるいはシャッフルの概念が無いTCAGでは、プレイ用に使われることもある。（もともとは長手方向からカードを入れるという意の「トップローダー」と横方向からの「サイドローダー」があり、それらの総称としてローダーと呼ぶようになったようである）
色・模様による区分
透明スリーブ
両面共に透明で、裏表の区別がないスリーブ。色付き半透明のものも存在する。
不透明スリーブ
片面が透明、片面が不透明のスリーブ全般。透明スリーブの対義語として、カラースリーブもイラストスリーブも含む呼称。
カラースリーブ
片面が透明、片面が不透明で無地のスリーブ。ウルトラプロやカトウ.ケイエムコーポレーションの物が有名。
イラストスリーブ
片面が透明、片面に各種のイラスト、ロゴなどが印刷されたスリーブ。アニメ、漫画やゲームのキャラクターが印刷されている場合は特にキャラクタースリーブと呼ぶ。バンダイから2008年にヱヴァンゲリヲンのキャラクタースリーブが販売開始されたのを皮切りに、ブシロードやブロッコリー、KONAMI、ムービックなどが参入している。また、タイトルによっては「公式スリーブ」が発売されていることもある。

## 使用法
トレーディングカード類をプレイするにあたり、カードスリーブの使用はユーザーの任意であるが、前述の通り、カードの劣化を防止・軽減するため使用するユーザーが多い。表面はカード絵柄、テキストが視認できるよう基本的に無色透明。背面は透明のもの、不透明のものが共に存在する。日焼けによる色の劣化を防ぐための、UV加工が施されたスリーブも存在する。
またTCGの普及に伴い、トレーディングカードと同様に劣化したカードの買い替えが利かないボードゲームの付属カードをスリーブに入れるケースも見られるようになり、それらのサイズに対応したスリーブも販売されている。
TCGでは、カードの裏面にカードを特定できる「目印」が付いていると不正行為（「マークド」と呼ばれる）と見なされるため、通常はデッキ単位で同一のスリーブを用い、スリーブを交換したい場合も（摩耗度の異なるスリーブは「マークド」と見なされるため）デッキの全てのスリーブを同時に交換する。裏面に傷や汚れがあるカード（マークド・カード）は、そのままでは使用不可だが、背面が不透明のスリーブに入れれば使用が許可される場合もある。ゲームによっては、カードの両面にテキストが記載された「両面カード」が存在し、そうしたカードは背面が不透明のスリーブを使用しなければデッキに入れられない。
ユーザーによってはカードをより強固に保護するため、一枚のカードに対し「二重（ダブル）スリーブ」「三重（トリプル）スリーブ」若しくはそれ以上に重層のスリーブを施すことも珍しくない（ただし、あまりに層を重ねすぎると気泡などが入り「マークド・スリーブ」と見なされる事もある）。
一方、TCGのタイトルによってはルールで「タイトル純正品スリーブ以外の使用禁止」、「多重スリーブの使用禁止」、「マークド・カード対策として背面不透明スリーブの使用義務」、「イラストスリーブの使用禁止」などスリーブについて各種のレギュレーションが設けられているため公認大会などで使用する際はルールの確認が必要となる。
カードスリーブが商品として出回り始めた当初は無地（透明）や単純な模様のものが主であったが、後に様々なイラスト（ドラゴン、戦士、魔法使いなど一般的なファンタジーの題材やアニメ、ゲームもしくはいわゆる美少女（萌え）系などのキャラクター）、各種の商品（永谷園のお茶漬け海苔の袋など）外装袋を模した絵柄、更には「ムンクの叫び」などの美術品などが描かれたイラストスリーブも多数販売されるようになった。これらのイラストスリーブは単層のスリーブにイラストが描かれたフィルムをコーティングしてあるため、使用に伴いイラストのフィルムが剥離することが多い。このため、イラストスリーブの伸長に伴い、スリーブ自体を捲れ、擦れ若しくは傷から保護するためイラストスリーブにさらに外側に透明のスリーブを施し、いわば「スリーブをスリーブで保護」して使用する場合も多く、最近ではこの用途に特化された下記の通常規格以上に大型の透明スリーブも販売されている。
トレーディングカードアーケードゲームでは、非電源ゲームのカードと比べてカードの取り扱いが激しいため、また機器側での読み込みを妨げない必要性があることから、保護の目的に特化した透明なハードスリーブが使われることが多い。ハードスリーブの上からさらにローダに入れることも多い。

## サイズ
カードによく使われるサイズには何種類かあるので、対象のカードを謳っていない汎用品を通販で買う際などは注意を要する。代表的なサイズを大きいほうから挙げる。スリーブの品書きには対象のカードのサイズが示されていることもあれば、スリーブの実サイズのこともある。ここで挙げている寸法はカードのものである。
- 120mm×70mm：タロットカードサイズと呼ばれる、ポーカーサイズを横に2枚並べたよりやや小さい程度の大型サイズ。その特性上タロットカードでは使われないが、ヨーロッパ製のボードゲームの大型カードに使われる。
- ISO B8(88mm×63mm)～3.5インチ×2.5インチ（88.9mm×63.5mm）前後：スタンダードサイズ、TCGサイズ、ポーカーサイズと呼ばれる。

TCGで最も一般的なサイズで、イラストスリーブの多くはこのサイズで作られる。
M:tG、ポケモンカードゲーム、デュエル・マスターズ、ベースボールカード、amiiboカード、艦これアーケードなどが代表。
これ用のローダー等には外形サイズとして4インチ×3インチとしているものがある。
- 92mm×59mm前後：ユーロサイズと呼ばれ、前述の3.5インチ×2.5インチより少し細長い。あやつり人形やドミニオン等、主にヨーロッパ製のボードゲームで使われる。
- 91mm×55mm前後：日本で一般的な名刺サイズで、「名刺4号」「東京4号」「大阪9号」等とも呼ばれる。ユーロサイズより短辺が細く、遊戯王サイズより長辺が長い。商業ゲームのカードにはほとんどないサイズだが、同人ゲームのカードの中には名刺印刷を応用して作成されたものがある。なおゲーム用のカードは短辺側が開口しているが、「名刺用」として販売されているスリーブの多くは長辺側が開口している。
- 85.0mm×57.5mm：サイバネ規格のサイズで、遊戯王サイズ、ミニサイズ、カードダスサイズと呼ばれることもある。後述のクレジットカードサイズより少し幅広。交通系磁気プリペイドカード（オレンジカード・イオカード等）がこの大きさ。ゲームでは遊☆戯☆王オフィシャルカードゲームやカードダス（86mm×59mm）のカードがこれぐらいの大きさ。
- 85.60mm×53.98mm：ISO/IEC 7810のID-1によるクレジットカードなどのサイズで、前述のサイバネ規格サイズより少し幅が狭い。磁気プリペイドカードでは磁気テレホンカードがほぼこの大きさ。ICカード類やアーケードゲームのカードにはこのサイズが多いが、トレーディングカードゲーム等のゲームのカードにはほとんどない。
- 81mm×58mm：WCCFに代表されるトレーディングカードアーケードゲームの一部で使われている、長手方向が短いサイズ。アーケードサイズ等と言われているが、トレーディングカードゲーム以外の、カードを使用するアーケードゲームのカードのサイズは前述のISO規格等のサイズである。また艦これアーケードは前述の3.5インチ×2.5インチ。
- 67mm×43mm前後：ミニユーロサイズと呼ばれる、ポーカーサイズを半分に切った程度の小型サイズ。カタンの開拓者たちの発展カード等、主にヨーロッパ製のボードゲームで使われる。後述のTCGハーフサイズより細長いが混同されやすく、ミニユーロのカードをTCGハーフ用スリーブに入れた際はカードがはみ出やすい。
- 63mm×44mm前後：ポーカーサイズを半分に切った程度の小型サイズで、ミニユーロよりやや幅広く短く、TCGハーフサイズと呼ばれる。ワンナイト人狼やito、たった今考えたプロポーズの言葉を君に捧ぐよ。等、主に同人を発祥とする国産カードゲームの小型カードで使われる。

## 注
1. ↑  最初期の『ポケモンカードゲーム』は、日本語版と英語版で裏面の模様が完全に異なっていたため、そのままの混用は不許可であったが、不透明スリーブに入れた場合のみ混用が許可されていた。
2. ↑  『マジック:ザ・ギャザリング』『バトルスピリッツ』など
3. ↑  ただし読み取りの方式には各種あるので一概には言えない。